# Sitio de comparación de precios
En Internet, un sitio de comparación de precios (también conocido como servicio de comparación de precios, comparador online o buscador de precios) es un sitio que permite a los usuarios encontrar varios precios de diferentes tiendas, para un mismo artículo. Estos sitios no venden directamente los artículos, simplemente funcionan como un vínculo entre compradores y tiendas. Los primeros sitios de comparación de precios aparecieron en Estados Unidos y el Reino Unido hacia finales de la década de los 90s, cuando los desarrollos tecnológicos lo hicieron un negocio posible y rentable. En el Reino Unido, obtuvieron ganancias por £120m y £140m en 2005, y el negocio crece a un ritmo anual de entre 30 y 50%.[cita requerida] En marzo de 2008, el dominio www.preisvergleich.de (comparación de precios en alemán) pasó a ser el más caro de la historia, con U$S 15 millones, superando a Sex.com.

En España experimentaron su particular boom hacia el año 2014, cuando el nacimiento de negocios de esta índole sufrió un incremento notable. Por supuesto este se encuentra directamente relacionado con el crecimiento del ecommerce o comercio electrónico. En la actualidad encontramos varios tipos de comparadores online, especializados en función de su ámbito de actuación. Encontramos desde centrados en seguros hasta otros que analizan las mejores tarifas de luz, precios de móviles, alquileres de coches, etcétera. Las categorías son tantas como variedad de productos se hallan en la red. Además, el incremento de los usuarios por este tipo de herramientas ha crecido durante las últimas décadas. De hecho y según varios informes, hasta el 90% de los usuarios compara antes de comprar por Internet.

## Tecnologías
Una de las formas en que estos sitios funcionan, es obteniendo datos directamente de las tiendas. Aquellas tiendas que desean publicar sus productos en el sitio, proporcionan sus listados de productos y precios que son entonces analizados e ingresados a la base de datos del sitio, usando una combinación de fuzzy logic y trabajo manual.
Otra opción es utilizar un web crawler (o araña de la web) para inspeccionar otros sitios en busca de precios. Esto significa que el servicio busca activamente en internet para obtener sus listados de productos y precios. A veces, se utiliza una mezcla de estos dos métodos.

## Modelo de negocios
Generalmente, estos sitios obtienen sus ganancias de las tiendas, que les pagan un precio pre-acordado por click, es decir por visitante referido,(como Sin Comisiones) o bien un cargo por publicación o servicios de valor agregado.
A diferencia de sitios de subastas (como Ebay) los sitios de comparación de precios se focalizan en tiendas profesionales, y en artículos nuevos, generalmente estándares.

## Características
Los comparadores de precios permiten simplificar la vida de los usuarios al permitir comparar en pocos minutos precios de un producto, a la vez que permiten valorar otros posiblemente desconocidos para el consumidor y que puedan adaptarse mejor a las necesidades de este. Mediante el uso de sitios de comparación de precios online se pueden realizar compras inteligentes valorando diversas opciones y productos.
La tendencia del mercado hacia el uso de internet como canal globalizado ha permitido que los consumidores demanden cada vez más este tipo de productos. La ventaja que aportan los sitios de comparación de precios es la de poder valorar varias opciones en un corto espacio de tiempo. Permiten encontrar el precio más bajo del producto o servicio demandado, teniendo en cuenta que según estadísticas para más del 60%  de los consumidores el precio es el factor decisivo para decidirse por sus compras en internet. Permiten así ajustar nuestras necesidades, con la calidad del producto y su precio.

## Tipos de comparadores
El abanico de comparadores resulta tremendamente amplio. Además de los citados, encontramos distintos especializados por ámbitos de actuación o categorías. Entre ellos destacan los generalistas, los centrados en seguros, en tarifas móviles, tarifas de internet en general, tarifas energéticas, alquiler de coches, vuelos, pasajes de tren, etcétera

## Tendencias Futuras
El futuro de los comparadores de precios en línea está ligado a los avances en la tecnología de la inteligencia artificial y el aprendizaje automático. Estas tecnologías permitirán a estos sitios ofrecer recomendaciones más personalizadas y precisas a los usuarios, basadas en sus preferencias y comportamiento de compra anterior. Además, se espera que los comparadores de precios se vuelvan más integrados con otras plataformas de comercio electrónico, permitiendo a los usuarios realizar compras directamente desde el sitio de comparación de precios.

## Impacto Ambiental
El creciente uso de los comparadores de precios también tiene implicaciones ambientales. A medida que más personas compran en línea, esto puede llevar a un aumento en las entregas de paquetes y, por lo tanto, a un aumento en las emisiones de carbono. Sin embargo, algunos comparadores de precios están empezando a considerar este impacto y están incorporando opciones 'verdes' o 'sostenibles' en sus sitios. Por ejemplo, algunos sitios ahora permiten a los usuarios comparar el impacto ambiental de diferentes productos o proveedores, lo que ayuda a los consumidores a tomar decisiones de compra más conscientes del medio ambiente. Esta es una tendencia que probablemente veremos crecer en el futuro.